# Алипова (село)
Алипова (каз. Әліпов) — село в Курмангазинском районе Атырауской области Казахстана. Входит в состав Макашского сельского округа. Код КАТО — 234657300.

## Население
В 1999 году население села составляло 266 человек (145 мужчин и 121 женщина). По данным переписи 2009 года, в селе проживало 127 человек (72 мужчины и 55 женщин).